# سولينا

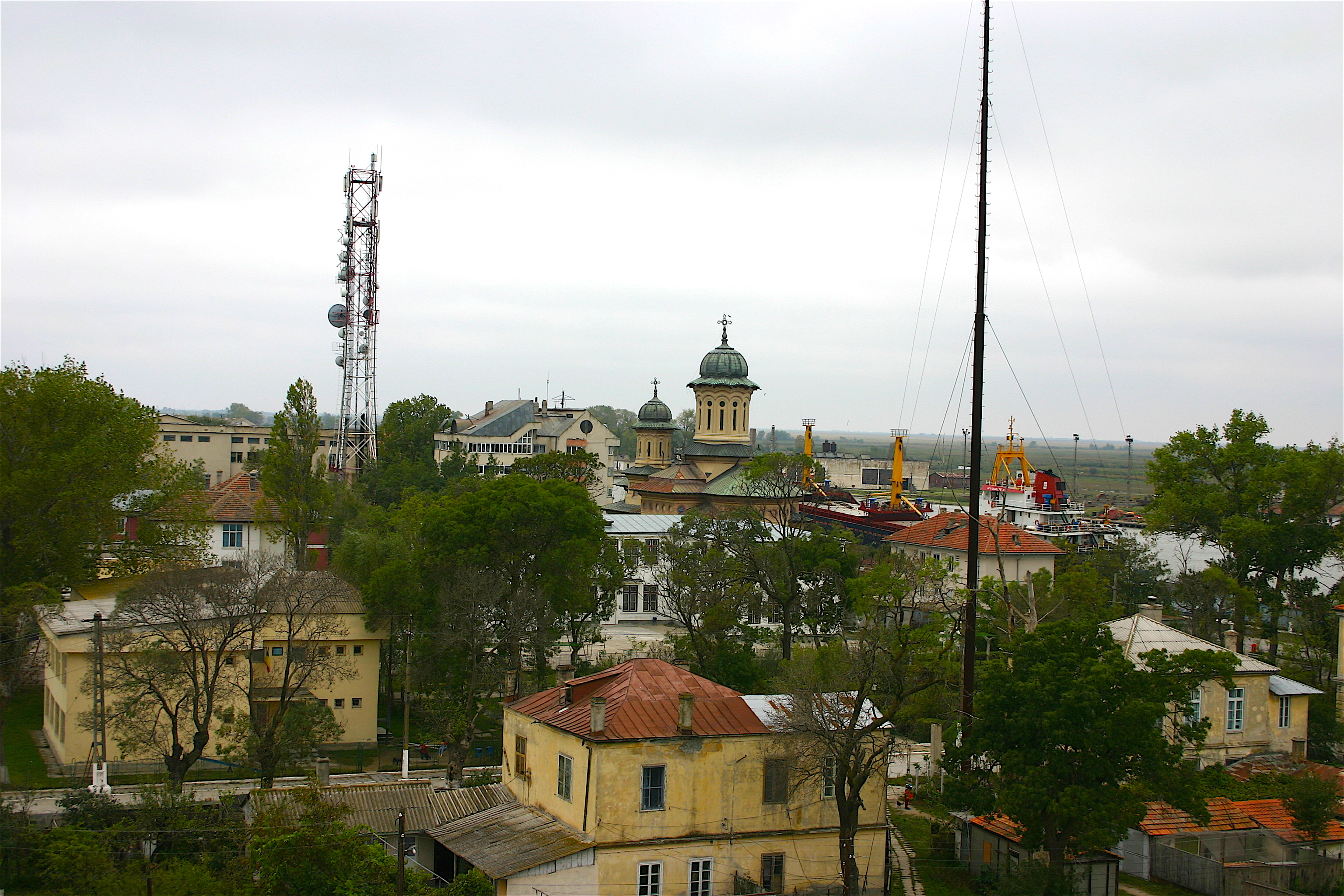
منظر عام للمدينة

ميناء في محافظة تولتشا في رومانيا يقع في منطقة دلتا الدانوب حيث يتشكل عندها فرع نهر الدانوب مشكلا مع فروع أخرى منطقة الدلتا قبل أن يصب النهر في البحر الأسود .
عدد سكانها حوالي 5.000 نسمة

## المناخ
يظهر الجدول التالي التغييرات المناخية على مدار السنة لسولينا:
| البيانات المناخية لـسولينا                                                               | البيانات المناخية لـسولينا | البيانات المناخية لـسولينا | البيانات المناخية لـسولينا | البيانات المناخية لـسولينا | البيانات المناخية لـسولينا | البيانات المناخية لـسولينا | البيانات المناخية لـسولينا | البيانات المناخية لـسولينا | البيانات المناخية لـسولينا | البيانات المناخية لـسولينا | البيانات المناخية لـسولينا | البيانات المناخية لـسولينا | البيانات المناخية لـسولينا |
| الشهر                                                                                    | يناير                      | فبراير                     | مارس                       | أبريل                      | مايو                       | يونيو                      | يوليو                      | أغسطس                      | سبتمبر                     | أكتوبر                     | نوفمبر                     | ديسمبر                     | المعدل السنوي              |
| ---------------------------------------------------------------------------------------- | -------------------------- | -------------------------- | -------------------------- | -------------------------- | -------------------------- | -------------------------- | -------------------------- | -------------------------- | -------------------------- | -------------------------- | -------------------------- | -------------------------- | -------------------------- |
| الدرجة القصوى °م (°ف)                                                                    | 12.6 (54.7)                | 17.0 (62.6)                | 18.5 (65.3)                | 22.4 (72.3)                | 26.3 (79.3)                | 32.0 (89.6)                | 32.0 (89.6)                | 31.7 (89.1)                | 28.8 (83.8)                | 26.2 (79.2)                | 21.1 (70.0)                | 16.4 (61.5)                | 32.0 (89.6)                |
| متوسط درجة الحرارة الكبرى °م (°ف)                                                        | 3.4 (38.1)                 | 3.8 (38.8)                 | 7.0 (44.6)                 | 12.5 (54.5)                | 18.7 (65.7)                | 23.4 (74.1)                | 26.0 (78.8)                | 25.8 (78.4)                | 21.2 (70.2)                | 15.9 (60.6)                | 10.0 (50.0)                | 5.3 (41.5)                 | 14.4 (57.9)                |
| المتوسط اليومي °م (°ف)                                                                   | 0.9 (33.6)                 | 1.2 (34.2)                 | 4.5 (40.1)                 | 10.0 (50.0)                | 16.1 (61.0)                | 20.5 (68.9)                | 23.0 (73.4)                | 22.8 (73.0)                | 18.4 (65.1)                | 13.4 (56.1)                | 7.5 (45.5)                 | 2.8 (37.0)                 | 11.8 (53.2)                |
| متوسط درجة الحرارة الصغرى °م (°ف)                                                        | −1.3 (29.7)                | −0.9 (30.4)                | 2.7 (36.9)                 | 8.2 (46.8)                 | 14.1 (57.4)                | 18.2 (64.8)                | 20.3 (68.5)                | 20.2 (68.4)                | 16.0 (60.8)                | 11.2 (52.2)                | 5.3 (41.5)                 | 0.6 (33.1)                 | 9.6 (49.3)                 |
| أدنى درجة حرارة °م (°ف)                                                                  | −16.7 (1.9)                | −17.8 (0.0)                | −15.6 (3.9)                | −0.7 (30.7)                | 4.4 (39.9)                 | 9.3 (48.7)                 | 12.1 (53.8)                | 10.5 (50.9)                | 4.4 (39.9)                 | −1.0 (30.2)                | −8.0 (17.6)                | −11.5 (11.3)               | −17.8 (0.0)                |
| الهطول مم (إنش)                                                                          | 14.0 (0.55)                | 13.0 (0.51)                | 16.7 (0.66)                | 13.5 (0.53)                | 16.0 (0.63)                | 26.9 (1.06)                | 17.4 (0.69)                | 27.6 (1.09)                | 22.6 (0.89)                | 19.1 (0.75)                | 22.2 (0.87)                | 20.1 (0.79)                | 229.1 (9.02)               |
| متوسط أيام هطول الأمطار (≥ 0.1 mm)                                                       | 8.2                        | 7.9                        | 7.0                        | 6.7                        | 6.3                        | 6.5                        | 4.1                        | 3.5                        | 4.8                        | 5.0                        | 6.6                        | 8.6                        | 75.2                       |
| ساعات سطوع الشمس الشهرية                                                                 | 78                         | 102                        | 137                        | 191                        | 277                        | 290                        | 326                        | 303                        | 227                        | 164                        | 90                         | 70                         | 2٬255                      |
| المصدر #1: المنظمة العالمية للأرصاد الجوية, Ogimet (mean temperatures and sun 1981–2010) |                            |                            |                            |                            |                            |                            |                            |                            |                            |                            |                            |                            |                            |
| المصدر #2: NOAA (extremes 1961–1990)                                                     |                            |                            |                            |                            |                            |                            |                            |                            |                            |                            |                            |                            |                            |